# (73764) 1994 NB2
1994 أن بي 2 (ويعرف أيضًا باسم (73764) 1994 أن بي 2 وفق تسمية الكوكب الصغير) (بالإنجليزية: 1994 NB2)‏ هو كويكب ضمن حزام الكويكبات؛ وترتيبه 73764 من حيث الاكتشاف.
اكتُشف هذا الجُرم الفلكي بواسطة إيريك والتر إلست في 4 يوليو 1994.

## وصلات خارجية
- (73764) 1994 NB2 في قاعدة بيانات مختبر الدفع النفاث لأجرام النظام الشمسي الصغيرة

- الاكتشاف · مخطط المدار ·  العناصر المدارية · المعلمات المادية

- (73764) 1994 NB2 على موقع ويكي سكاي: DSS2, SDSS, GALEX, IRAS, Hydrogen α, X-Ray, Astrophoto, Sky Map, Articles and images